# Sköldinge kyrka

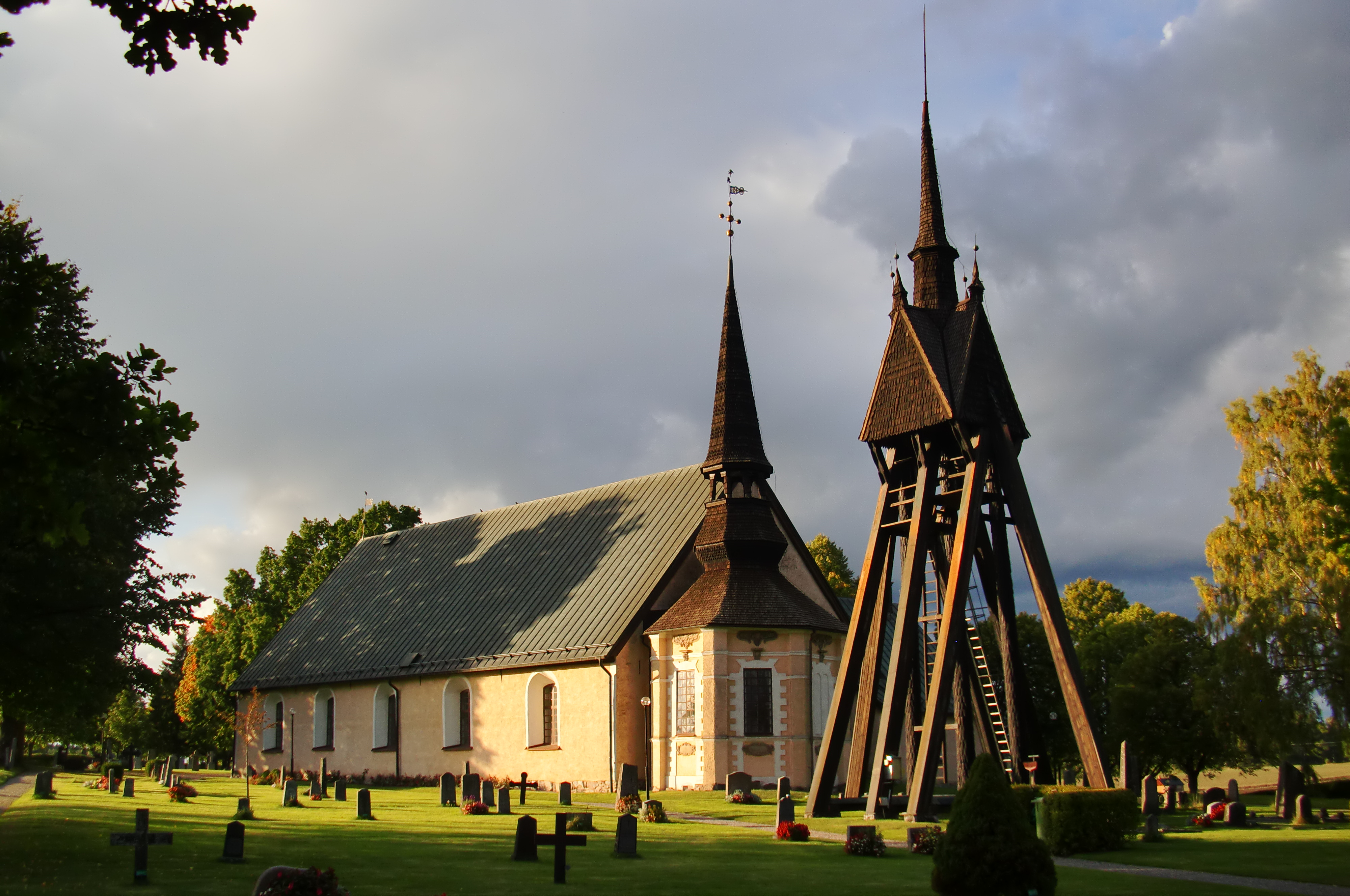
Kyrkan från sydöst

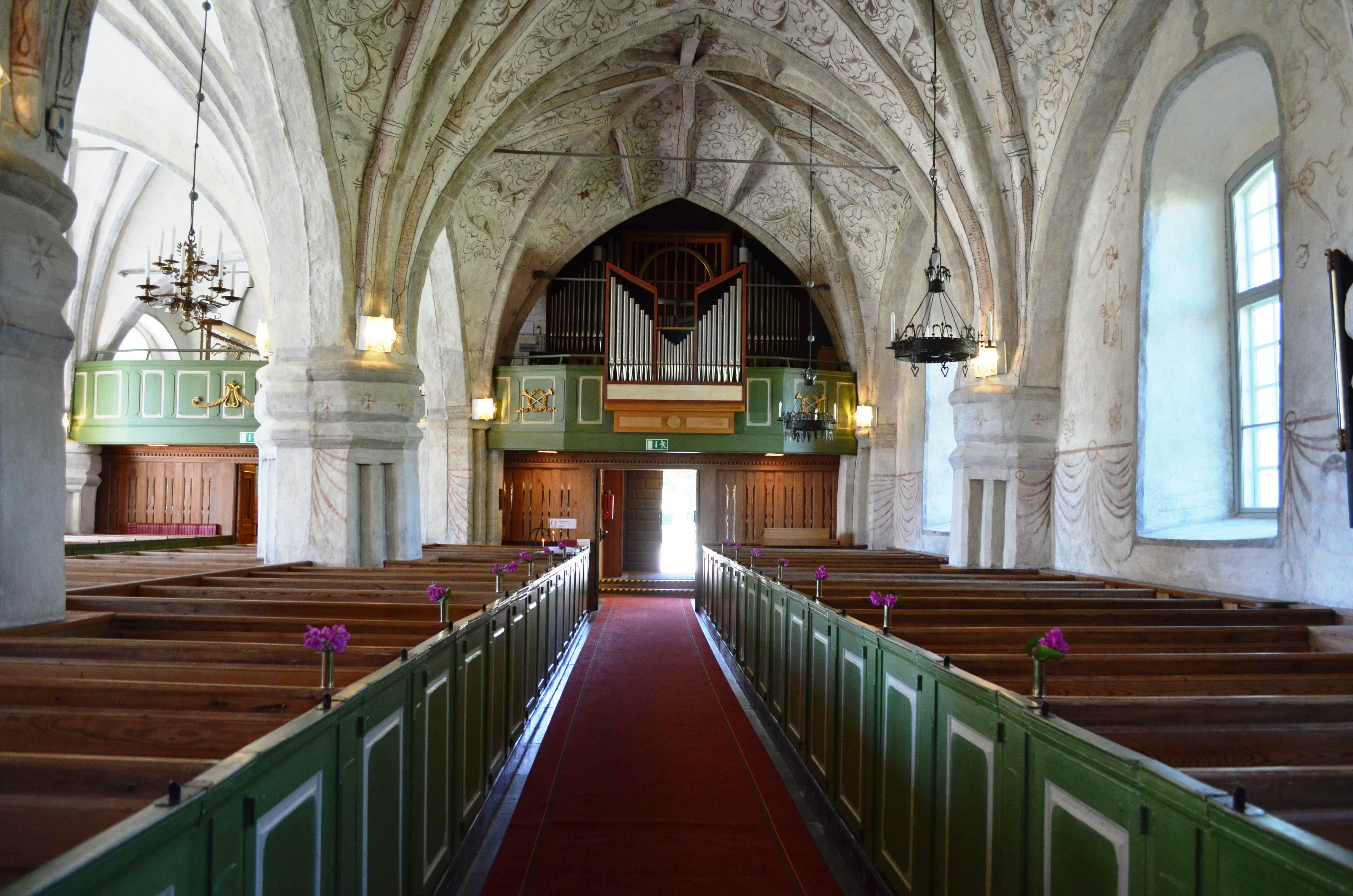
Orgelläktaren

Sköldinge kyrka är en kyrkobyggnad som tillhör Katrineholmsbygdens församling i Strängnäs stift. Kyrkan ligger strax nordväst om samhället Sköldinge utmed riksväg 55 mellan Katrineholm och Flen. Intill kyrkan finns prästgård, klockargård och församlingshem.

## Kyrkobyggnaden
Stenkyrkan uppfördes på 1100-talet och bestod då av långhus med smalare kor. En sakristia vid korets norra sida tillkom på 1200-talet. Under 1300-talet förlängdes kyrkan åt öster till sin nuvarande längd och nuvarande raka kor tillkom. Vid slutet av 1400-talet byttes innertakets tunnvalv ut mot fem tegelvalv. Valven försågs med kalkmålningar under tidsperioden 1590 - 1609. Vid en ombyggnad på 1650-talet breddades kyrkan åt söder och blev tvåskeppig. Samtidigt tillkom ett gravkor vid sydöstra väggen. 1672 byggdes nuvarande sakristia i nordost.
Klockstapeln av trä byggdes år 1700.

## Inventarier
- Dopfunten av sandsten är från 1100-talet.
- Vid dopfunten finns en madonna av trä från medeltiden.
- Höger om altaret finns en skulptur av Jesu mormor Anna med Jungfru Maria i knät. Skulpturen tillverkades omkring år 1500.
- Altarskåpet är ett svenskt arbete från omkring år 1500.
- Predikstolen tillkom 1656 när kyrkan byggdes om.

### Orgel
- Nuvarande orgel med 25 stämmor är byggd av Åkerman & Lund Orgelbyggeri. Orgeln med orgelfasad och läktarbarriär, ritade av arkitekt Rolf Bergh, tillkom vid en ombyggnad åren 1966 till 1968.

#### Diskografi
- Klanger från fyra sekel : orglar i Strängnäs stift / Melin, Markus, orgel. CD. Svenska kyrkan. Nummer saknas. 2011.